# Dimitris Melissanidis
Dimitris Melissanidis (* 15. Juni 1951 in Nikea) ist ein griechischer Unternehmer, Reeder und Sportfunktionär.

## Leben
In den 1970er Jahren begann Melissanidis seine berufliche Karriere als Fahrlehrer in Athen. 1995 gründete er das griechische Reedereiunternehmen Aegean Marine Petroleum Network. Seit Juni 2013 ist Melissanidis Eigentümer des griechischen Fußballvereins AEK Athen. Des Weiteren betreibt Melissanidis ein Netz von 500 Tankstellen in Griechenland. Er hält bedeutende Anteile am Sportwettenanbieter OPAP.